# دانشگاه پلی تکنیک ماکائو
دانشگاه پلی تکنیک ماکائو (MPU ; Chinese ; پرتغالی: Universidade Politécnica de Macau) در سال ۱۹۸۱ تأسیس شد. این دانشگاه در منطقه ویژه اداری ماکائو (MSAR) جمهوری خلق چین واقع شده‌است.
در ۱۶ نوامبر ۲۰۲۱، هو ایات-سنگ رئیس اجرایی منطقه ویژه اداری ماکائو اعلام کرد که مؤسسه به دانشگاه پلی تکنیک ماکائو تغییر نام خواهد داد. در ۱ مارس ۲۰۲۲، مؤسسه پلی تکنیک ماکائو رسماً به دانشگاه پلی تکنیک ماکائو تغییر نام داد.
این دانشگاه بر اساس رتبه‌بندی ژورنال سایمگو برای سال ۲۰۲۲ در رتبه ۶۷۰ جهان قرار گرفته‌است این دانشگاه در رتبه‌بندی وبومتریک دانشگاه‌های جهان در سال ۲۰۲۲ در رتبه ۳۸۳۵ جهان قرار دارد.